# Skalná (stacja kolejowa)
Skalná – stacja kolejowa w miejscowości Skalná, w kraju karlowarskim, w Czechach. Znajduje się na wysokości 455 m n.p.m.
Jest zarządzana przez Správę železnic. Na stacji nie ma możliwości zakupu biletów, a obsługa podróżnych odbywa się w pociągu.

## Linie kolejowe
- 146 Cheb - Luby u Chebu